# Национальная библиотека Республики Коми
Национальная библиотека Республики Коми (ГБУ РК «НБРК») — государственное бюджетное учреждение культуры Республики Коми в городе Сыктывкар, ведущая библиотека республики. Основана 1 ноября 1837 года.
Национальная библиотека Республики Коми — одно из крупнейших универсальных книгохранилищ Северо-Западного региона России, памятник архитектуры г. Сыктывкара, культурно-досуговый, информационный, краеведческий, научно-исследовательский центр. Универсальные фонды библиотеки включают книги, рукописи, журналы, газеты, специальные виды информационно-технической литературы, описания к авторским свидетельствам и патентам, ноты, грампластинки, электронные издания.

## История
Национальная библиотека Республики Коми — старейшее учреждение культуры в Коми, одна из старейших библиотек на Европейском Севере России (по возрасту — вторая после Архангельской) и крупнейших по объемам книжных фондов (вторая после Мурманской областной библиотеки). На протяжении 180 лет несколько раз менялся статус библиотеки, ее приоритеты, осуществлялись качественные изменения в работе, связанные с социальными, культурными переменами, с нарастанием потока поступающих в фонды документов, увеличением количества пользователей.
С первых дней своего существования библиотека стала центром культурной и научной жизни. Само ее возникновение «в самой отдаленной глуши Вологодской губернии, в месте, где прекращается почтовая дорога и за которой лежат непроезжаемые леса и тундра», как писал журнал Министерства внутренних дел (1849, № 2), явилось большим культурным событием. «По общему согласию основателей хранителем книг избран дворянский заседатель Усть-Сысольского уездного суда Андрей Попов, в доме которого и помещена теперь библиотека в нарочно устроенных красивых шкафах», — сообщалось о библиотеке в 1838 году в «Вологодских губернских ведомостях».
За пользование книгами была установлена плата в форме ежегодного членского взноса от 3-х до 5-ти рублей. В начале 60-х годов XIX века руководители библиотеки из-за ограниченности средств вынуждены были обратиться к издателям с просьбой выслать журналы и газеты бесплатно. На это обращение откликнулись писатели Сергей Аксаков, Николай Надеждин, Александра Ишимова. С начала образования библиотеки ее постоянным шефом являлся один из общественных деятелей Севера В. Н. Латкин. Он ежегодно выписывал для библиотеки несколько периодических изданий. Несмотря на трудности в пополнении фондов, она считалась одной из лучших провинциальных библиотек России. В 1848 году в ней имелось 1000 экземпляров книг, а к 1900 году — свыше 10000 томов. Библиотека собирала и приобретала старинные рукописи, актовые материалы, писцовые книги и прочие документы по истории, географии, этнографии края, экономике и лингвистике. Здесь было собрано свыше 400 ценных рукописных документов. В 1890 году они были высланы в Императорскую публичную библиотеку (Петербург) и теперь находятся в составе Основного собрания рукописей Рукописного отдела Российской национальной библиотеки (г. Санкт-Петербург).

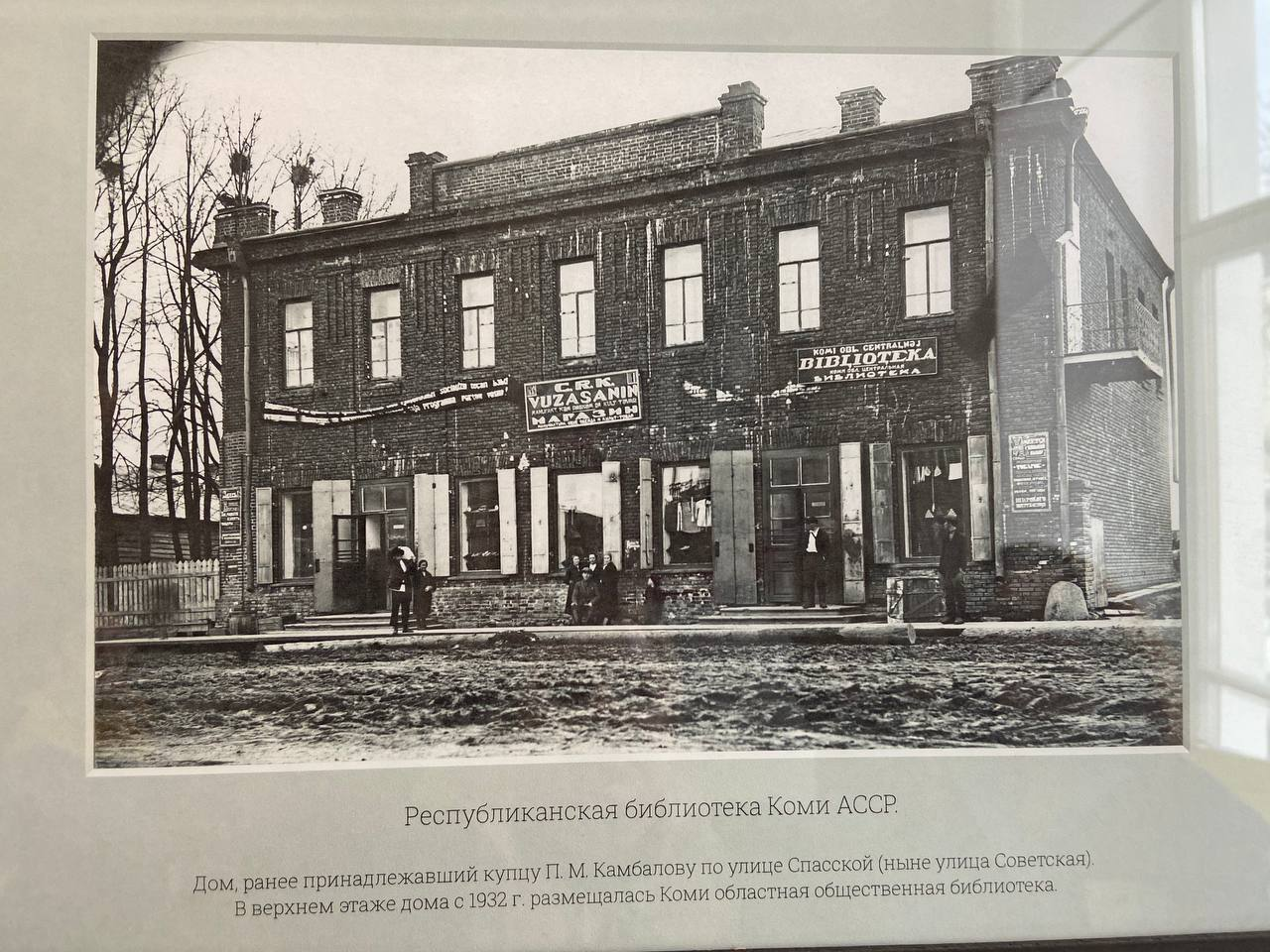

В 90-х годах книжные фонды Общественной библиотеки была переданы в ведение Усть-Сысольского общественного собрания (дворянско-чиновничий клуб). Членство клуба и библиотеки было совмещено. Это ограничило доступ читателей в библиотеку, так как членский взнос был установлен в размере 10 рублей в год.
1 августа 1902 года уездным земством в Усть-Сысольске была открыта публичная земская библиотека. Библиотека занимала две небольшие комнаты: одна служила читальней, другая — книгохранилищем. Она разместилась в нижнем этаже уездной земской управы (ныне это угол улиц Советской и Коммунистической). На ее содержание отпускались ничтожные средства, она также была платной.
В первые же дни установления Советской власти в Коми крае, в рамках выполнения указания В. И. Ленина о доступности библиотек, библиотечная комиссия Уездного отдела народного образования в газете «Зырянская жизнь» от 28 июня 1918 года помещает объявление о работе Усть-Сысольской уездной общественной библиотеки. Книжный фонд этой библиотеки был сформирован на основе книг из Усть-Сысольской земской библиотеки, библиотеки Общественного собрания, пополнили его ценные книги училищных библиотек и дары частных лиц.
28 июня 1918 года в газете «Зырянская жизнь» было помещено объявление о начале работы Усть-Сысольской уездной общественной библиотеки, фонды которой были сформированы из книг первых публичных библиотек Коми края. После объединения книжных фондов Усть-Сысольской уездной библиотеки и библиотеки Общественного собрания общий фонд составил около 20 тыс. книг. Также в библиотеку поступили книги из фондов училищных библиотек Усть-Сысольска (духовного училища, приходского училища, Александринской женской гимназии, мужской прогимназии, педагогических курсов Усть-Сысольской прогимназии, учительской семинарии и др.), а также Усть-Вымской зырянской учительской семинарии.
С 1920 года библиотека занимает купеческий дом на улице Набережной (ныне улица Кирова; на этом месте построено здание МВД). С 1921 года она стала называться Коми областной общественной, а с 1937 года — Республиканской библиотекой Коми АССР. С 1932 года она размещалась на втором этаже дома, ранее принадлежавшего купцу Камбалову. Сейчас здесь расположена Национальная детская библиотека им. С. Я. Маршака.
Трудности с формированием книжного фонда продолжились и в советское время. В 1945 году фонд библиотеки состоял из 72 874 книг, за год поступило лишь 3 708 книг. Для республиканской библиотеки этого было мало. В последующие несколько лет велась напряженная работа по комплектованию фонда и уже к 1960 г. он насчитывал 378 тыс. документов, а ежегодное пополнение фонда составляло более 30 тыс. экземпляров.
В 1958 году библиотека получила новое, специально предназначенное для нее здание, в стенах которого находится и в настоящее время, с семиярусным книгохранилищем на 500 тыс. экземпляров. Книжный фонд пополнялся путем получения обязательного платного экземпляра печатной продукции СССР, обязательного бесплатного экземпляра печатной продукции Коми АССР, оформления подписки и на основе заказов по тематическим планам издательств через библиотечный коллектор Коми книготорга.
Ежегодно в библиотеку поступало до 90 тыс. документов. В этом же году библиотеке присвоено имя В. И. Ленина.
В 1961 году библиотека награждена Почётной грамотой Президиума Верховного Совета РСФСР
14 апреля 1992 года Совет Министров Коми ССР принял постановление, согласно которому библиотека была переименована в Национальную библиотеку Республики Коми.

## Современность

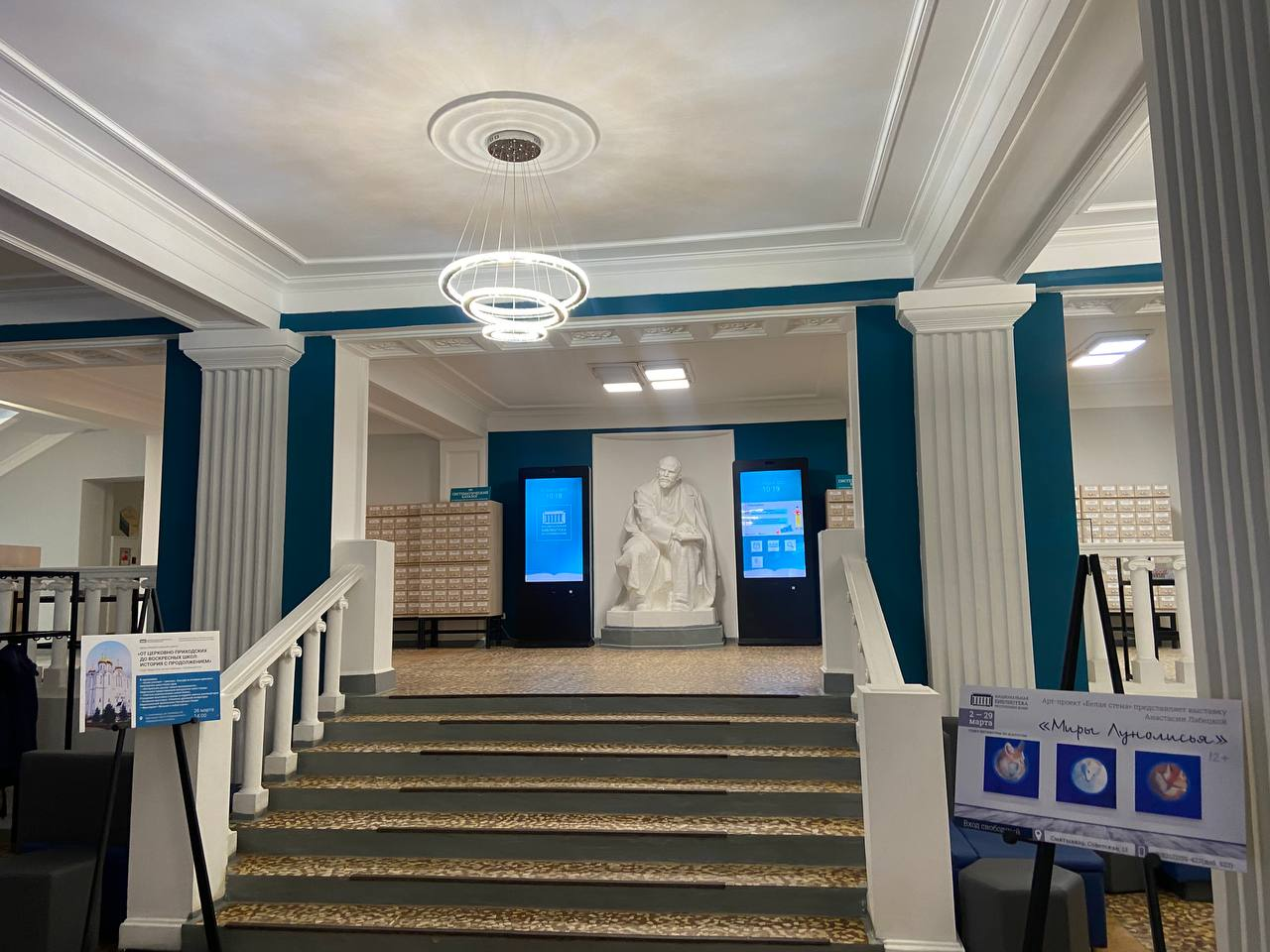
Фойе библиотеки

Национальная библиотека Республики Коми — это центр книжной культуры и основное хранилище краеведческой информации на различных носителях.
Республика Коми стала одним из первых субъектов РФ, заявившем о своей готовности поддержать проект по созданию Президентской библиотеки и сети филиалов в каждом регионе России. В 2008 году была разработана собственная модель такого центра, которая предполагала создание Регионального центра Президентской библиотеки на базе Национальной библиотеки Республики Коми, а также Центров общественного доступа на базе центральных библиотек муниципальных образований. Сегодня основными задачами центров являются предоставление доступа населения к государственным услугам, а также формирование полнотекстовой Национальной электронной библиотеки Республики Коми.
С 2008 года Национальная библиотека в содружестве с муниципальными библиотеками, учреждениями образования и культуры, редакциями периодических изданий и авторами формирует фонд Национальной электронной библиотеки Республики Коми. В рамках этой деятельности ведется работа по оцифровке редких краеведческих изданий. Ядро региональной электронной библиотеки составляет коллекция «Зыряника», включающая более 100 копий редких краеведческих документов. Это рукописи, редкие и ценные издания по истории и культуре Коми края, первые публикации классиков коми литературы, а также газеты на коми языке с 1920 года.
В декабре 2014 года удаленный электронный читальный зал библиотеки получил право на обретение официального статуса Регионального центра Президентской библиотеки им. Б. Н. Ельцина, что стало возможным после подписания соглашения о сотрудничестве между Главой Республики Коми и Президентской библиотекой им. Б. Н. Ельцина (Санкт-Петербург). Теперь пользователям открыт доступ ко всему оцифрованному фонду Президентской библиотеки, который в настоящее время составляет более 300 тыс. единиц.
Национальная библиотека совершенствует системы научно-вспомогательной библиографии. Составительско-издательская деятельность библиотеки развивается весьма интенсивно. Ежегодно в разработке к печати находится около 30 проектов, выходит в свет до 10-12 наименований сборников, выпусков, указателей. Ежегодно выпускаются указатели «Литература о Республике Коми» (с 1956 года) и «Летопись печати Республики Коми» (с 1958 года).

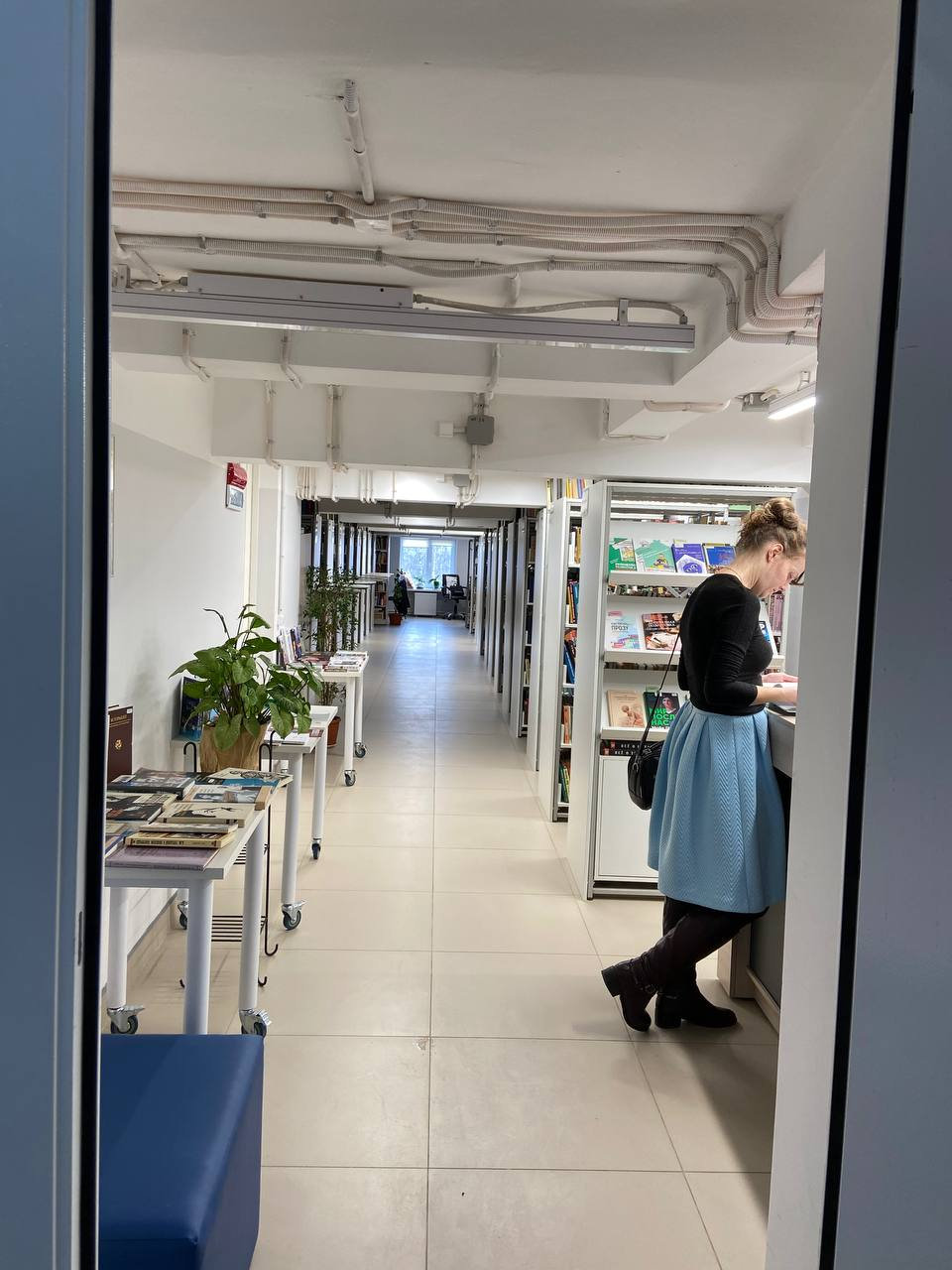

Современная Национальная библиотека — это центр социально-значимой информации. В ее структуре на сегодняшний день активно развиваются Центр правовой информации, Информационно-ресурсный центр по экологическому просвещению населения, Информационно-маркетинговый центр предпринимательства и т. д.

## Фонды
В январе 2014 года Национальная библиотека начала реализацию проекта «Доступная библиотека». Цель проекта — подарить представителям маломобильных групп жителей Сыктывкара и всем желающим живое общение с книгой..
в 2019—2021 годах был проведён капитальный ремонт здания библиотеки, за счет новых рельсовых стеллажей вместимость книгохранилища была увеличена до 1 миллиона экземпляров.

## Мероприятия
В библиотеке действуют 12 творческих объединений и клубов. Принимая философию открытости, библиотека стремится быть доступной и востребованной, активно развивая формы внестационарного обслуживания. В октябре 2010 года при отделе гуманитарных наук библиотеки был создан сектор внестационарного обслуживания КИБО.